# لواريت (إقليم فرنسي)

موقع اقليم لواريت

لواريت (بالفرنسية:Loiret) هو إقليم فرنسي، يقع في شمالي وسط فرنسا، وبه 325 بلدية، سمي باسم لواريت نسبة لنهر لواريت الذي يمر في الإقليم.

## تاريخ الإقليم
يعتبر إقليم لواريت واحد من الأقاليم الـ 83 التي تتشكل منها فرنسا، تم إنشاؤها خلال الثورة الفرنسية يوم 4 مارس 1790، أنشئت من جزء من منطقة اورليانز السابقة.

## جغرافية الإقليم
إقليم لواريت هو جزء من المنطقة الوسطى في فرنسا، وتحيط به الأقاليم التالية: سين مارن (بالفرنسية: Seine-et-Marne)، يون (بالفرنسية: Yonne)، نيفر (بالفرنسية: Nièvre)، شير (بالفرنسية: Cher)، لوار وشير (بالفرنسية: Loir-et-Cher)، أور لوير (بالفرنسية: Eure-et-Loir).

## السياحة في الإقليم
اورليانز هي مقصد سياحي شهير في إقليم لواريت وفرنسا، والمتمثل في كاتدرائية سيت في بلدة كروا.

## سكان الإقليم
يبلغ عدد سكان الإقليم حوالي 618.126 نسمة، يسكنون في مساحة تقدر 6.775 كلم2، اما الكثافة السكانية فهي 91 نسمة لكل كلم2.
تعداد المدن الكبرى في إقليم لواريت وفق تعداد عام 1999:
- اورليانز وضواحيها: 376418 نسمة.
- مونتاريغس وضواحيها: 59680 نسمة.
- جين وضواحيها: 33226 نسمة.
- بيتهيفرو وضواحيها: 21991 نسمة.

## معرض صور

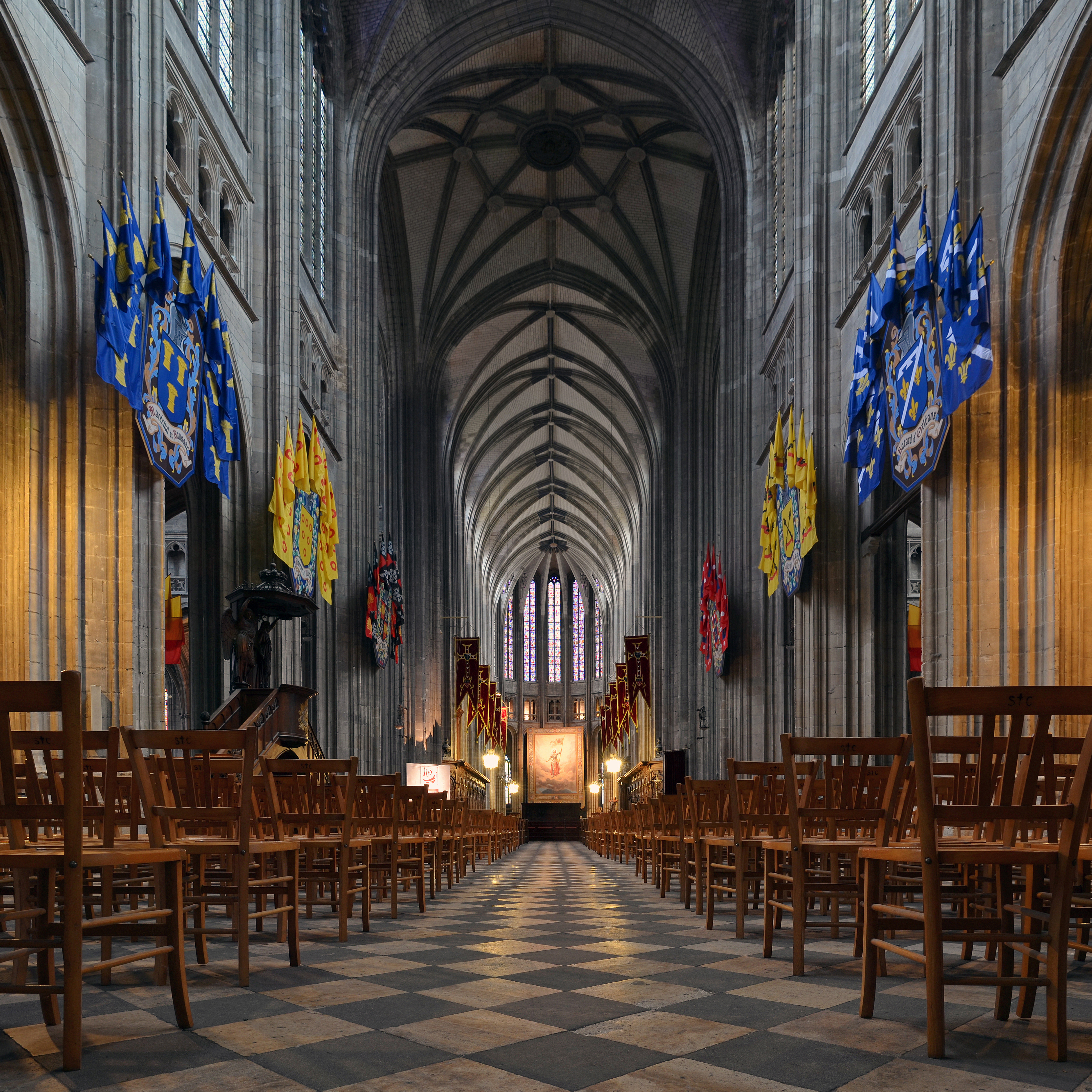
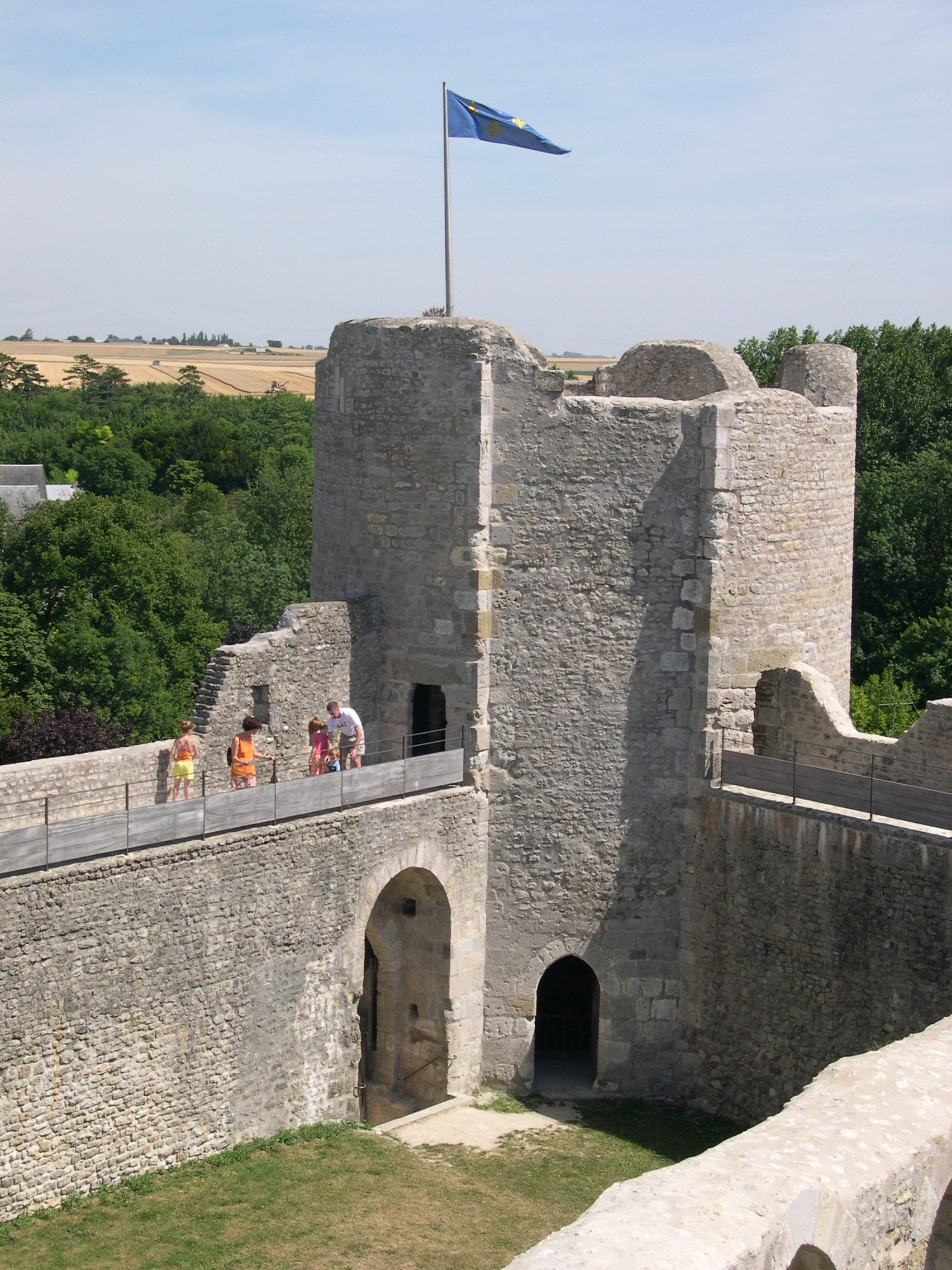
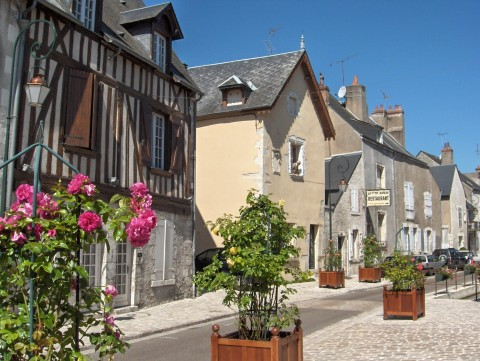
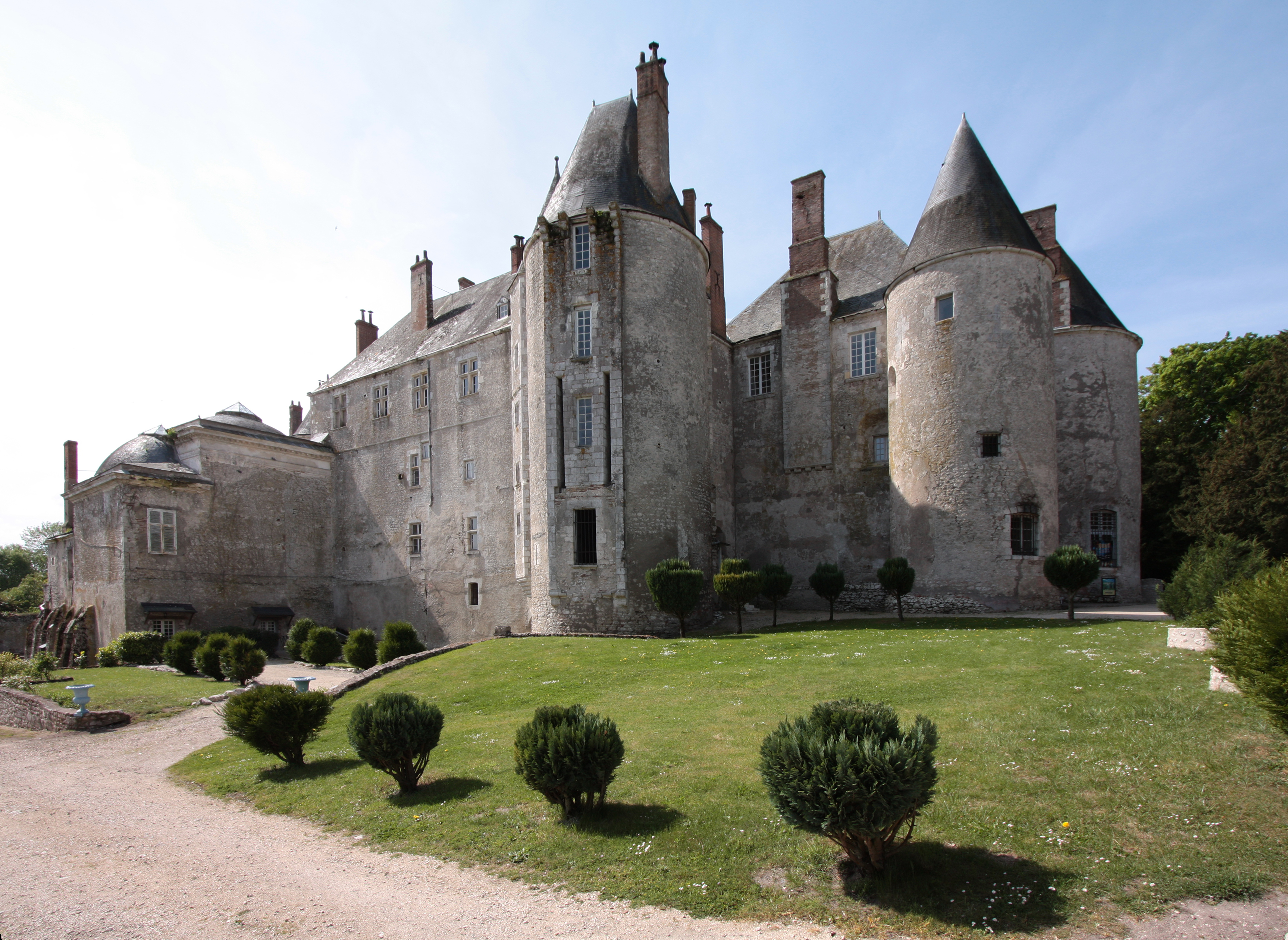
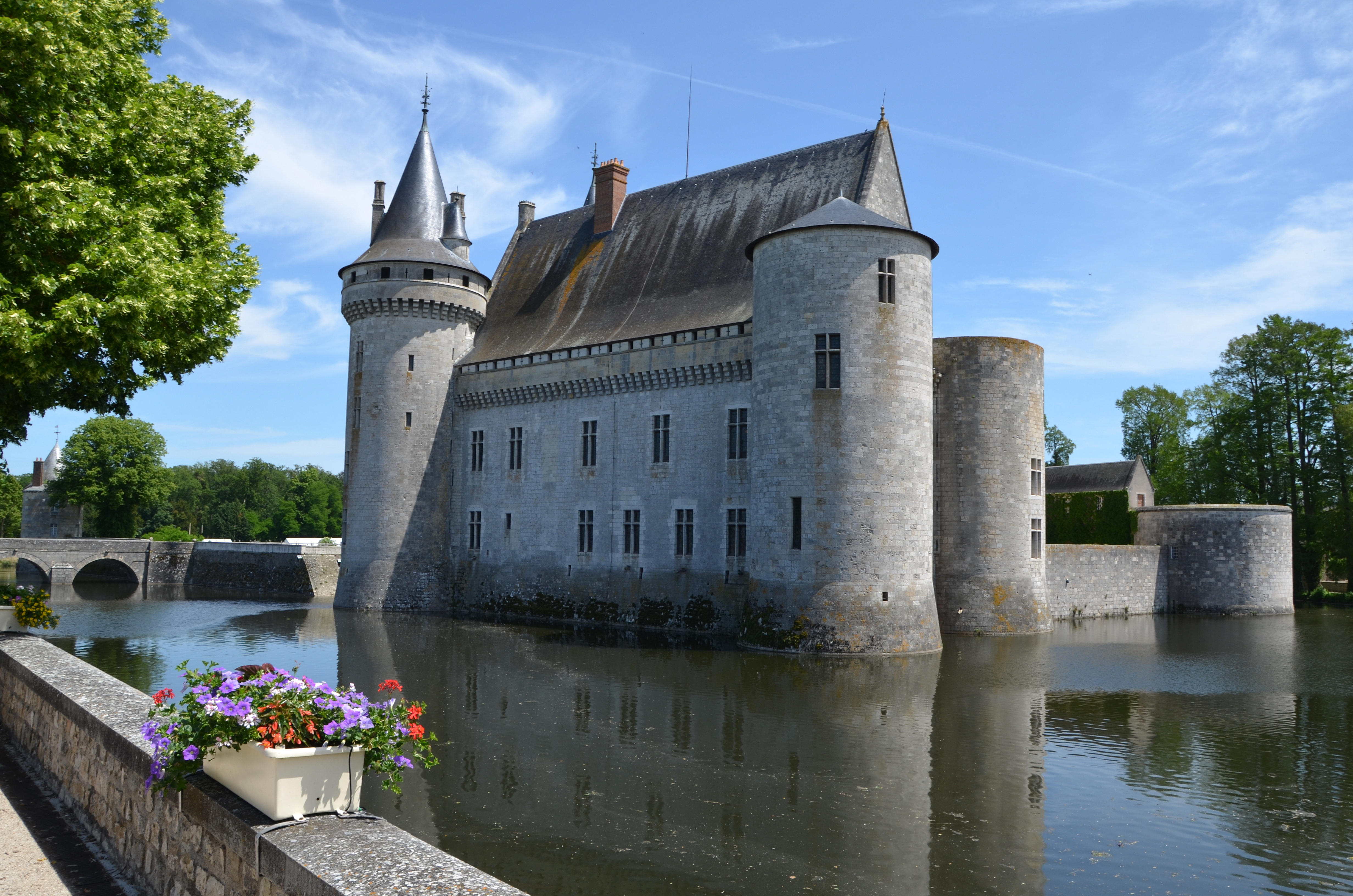

## أعلام
- آرثر أوكونور